# Claudicuma platensis
Claudicuma platensis is een zeekommasoort uit de familie van de Nannastacidae. De wetenschappelijke naam van de soort is voor het eerst geldig gepubliceerd in 1981 door Roccatagliata.